# Eugénie Joubert
Blahoslavená Eugénie Joubert (11. února 1876, Yssingeaux – 2. července 1904, Lutych) byla francouzská řeholnice kongregace Sester Svaté rodiny od Nejsvětějšího srdce. Katolická církev ji uctívá jako blahoslavenou.

## Život
Narodila se 11. února 1876 v Yssingeaux jako čtvrtá z osmi dětí Pierra Joubert a Antoinette Celle, kteří pěstovali vinou révu.
Ona a její sestra se vzdělávali v internátní škole v Monistrolu, kterou vedly sestry uršulinky. Zde přijala svátost biřmování a prvního přijímání. Zde se u ní projevila velká zbožnost. Poté jeden rok studovala u sester svatého Josefa ve své rodné obci a následně na škole Santa Maria–Le Puy.
Postupně v ní rostla touha zasvětit se Bohu. Po domácích úkolech a práci doma ráda navštěvovala chudé a nemocné. V této době vstoupila její sestra do kongregace Sester Svaté rodiny od Nejsvětějšího srdce. V říjnu roku 1893 se rozhodla že stráví čas v La Darne kde se nacházel venkovský dům sester. Zde se plně rozhodla pro zasvěcený život. Dne 6. října 1895 oficiálně vstoupila do této kongregace. Dne 13. srpna 1896 přijala z rukou zakladatele kongregace otce Louise-Etienne Rabussiera hábit. Na starost měla praní prádla, úklid kaple, společenské místnosti a kuchyně. Tuto práci dělala naplno. V červnu a září 1897 proběhlo její duchovní cvičení ve kterém se připravovala na složení slibů. Dne 8. září 1897 složila své časné sliby. Po složení slibů se dostala do Aubervilliers. Roku 1898 byla poslána do Le Puy-en-Velay a nakonec do La Darne. Poté bylo rozhodnuto o její poslání do belgického Lutychu. V těchto všech městech a obcích se hlavně starala o chudé děti a výuku katechismu.
Roku 1902 jí byla diagnostikována tuberkulóza. Představená domu jí slíbila že s ní podniknou pouť do Říma a do Loreta, aby získala uzdravení. Dne 6. května 1904 odcestovala zpět do Lutychu. Pouť jí nepomohla a sestra Eugénie se připravovala na smrt. Po příjezdu přijala svátost nemocných a své spolusestry požádala aby se za ní modlily. Nakonec zemřela 2. července 1904 s úsměvem na tváři. Před posledním výdechem vyslovila třikrát jméno Ježíš.

## Proces blahořečení
Její proces blahořečení byl zahájen roku 1919 v diecézi Lutych. Dne 9. června 1983 uznal papež sv. Jan Pavel II. její hrdinské ctnosti.
Dne 2. dubna 1993 uznal papež zázrak uzdravení na její přímluvu. Blahořečena byla 20. listopadu 1994.